# Euptychia triangula
Euptychia triangula är en fjärilsart som beskrevs av Aurivillius 1929. Euptychia triangula ingår i släktet Euptychia och familjen praktfjärilar. Inga underarter finns listade i Catalogue of Life.